# دالي بارلو
دالي بارلو (بالإنجليزية: Dale Barlow)‏ هو عازف جاز وملحن أمريكي، ولد في 25 ديسمبر 1959 في سيدني في أستراليا.

## وصلات خارجية
- دالي بارلو على موقع ميوزك برينز (الإنجليزية)
- دالي بارلو على موقع أول ميوزيك (الإنجليزية)
- دالي بارلو على موقع ديسكوغز (الإنجليزية)